# Acanthoscurria hirsutissimasterni
Acanthoscurria hirsutissimasterni är en spindelart som beskrevs av Schmidt 2007. Acanthoscurria hirsutissimasterni ingår i släktet Acanthoscurria och familjen fågelspindlar. Inga underarter finns listade i Catalogue of Life.